# Nicholas Heath
Nicholas Heath (v. 1501 – 1578) est un ecclésiastique anglo-catholique puis catholique.

## Biographie
Il est évêque de Rochester de 1539 à 1543, puis évêque de Worcester en1543. Son catholicisme est un peu moins rigide que celui de Gardiner et de Bonner. Il ne fait aucune difficulté pour mettre en œuvre les premières réformes d'Édouard VI, et il accepte le premier Livre de prière commune après sa modification, dans un sens plus catholique, par la Chambre des Lords.
En 1551, il est emprisonné et démis de ses fonctions en raison de son désaccord avec le tournant pris par la Réforme anglaise. Il est libéré après l'avènement de Marie Ire et rétabli dans son diocèse de Worcester. En 1555, il devient le dernier archevêque d'York catholique, poste qu'il conserve jusqu'en 1559, date à laquelle son opposition à Élisabeth Ire sur la doctrine lui vaut d'être à nouveau déchu de son rang. Il reste néanmoins en bons termes avec la souveraine jusqu'à sa mort.